# Monoklonale antistoffer
Monoklonale antistoffer (mab eller mAb) er antistoffer, der produceres fra en unik cellelinie fremstillet ved at klone et unikt hvidt blodlegeme.
I modsætning til polyklonale antistoffer, der binder til flere epitoper (den del af et antigen, der genkendes af antistoffet) og fremstilles af flere forskellige antistofudskillende cellelinjer, har et monoklonalt antistof kun een affinitet, idet det binder til een epitop.
Monoklonale antistoffer er blevet et standard forskningsværktøj inden for biokemi, molekylærbiologi og medicin og anvendes nu også diagnostisk såvel som terapeutisk, idet det er muligt at producere monoklonale antistoffer, der specifikt binder til praktisk talt ethvert molekyle. Monoklonale antistoffer er bl.a. fremstillet til behandling af nogle infektionssygdomme og nogle kræftsygdomme. I 2020 blev monoklonale antistoffer godkendt af flere lande til behandling af COVID-19.
Opdagelsen af princippet for produktion af monoklonale antistoffer var grunden til at Cesar Milstein og Georges J.F. Köhler blev tildelt Nobelprisen for Fysiologi eller Medicin i 1984 sammen med Niels Kaj Jerne.

## Hybridomteknologi
Monoklonale antistoffer kan fremstilles ved hjælp af hybridomteknologi. Hybridomcellen stammer fra to andre celler, der er fusioneret, nemlig en myelomcelle og en lymfocyt. Myelomcellen deler sig relativt hurtigt, da det er en kræftcelle og formerer sig ukontrolleret. Lymfocytten er en hvid blodcelle, der producerer antistoffer, men den deler sig langsomt, hvilket gør den svær at dyrke. Disse to celler udgør tilsammen en perfekt kombination til produktion af antistoffer, når der dannes en hybrid af dem.

## Bioteknologi og lægemidler
Udviklingen af monoklonale antistoffer, der bl.a. har omfattet genteknologi, har resulteret i nye generationer af antistoffer med nye og forbedrede egenskaber såsom færre bivirkninger, målrettet levering af lægemidler og målrettet celle-drab.
Disse nye antistoffer omfatter antistof-lægemiddelkonjugater (forkortet ADC efter eng. antibody drug conjugates), antistof-konjugater med toxiner, humaniserede antistoffer, bispecifikke antistoffer, konstruerede antistoffer, antistoffragmenter og nanoantistoffer, såkaldte nanobodies.

## Diagnostiske og terapeutiske anvendelser
Forskning og udvikling er i gang for at skabe antistoffer mod sygdomme som leddegigt, multipel sklerose, Alzheimers sygdom, Crohns sygdom, Ebola og forskellige typer kræft.
Der fremstilles i tusindvis af monoklonale antistoffer, se f.eks.   List of therapeutic monoclonal antibodies.